# Legerkist

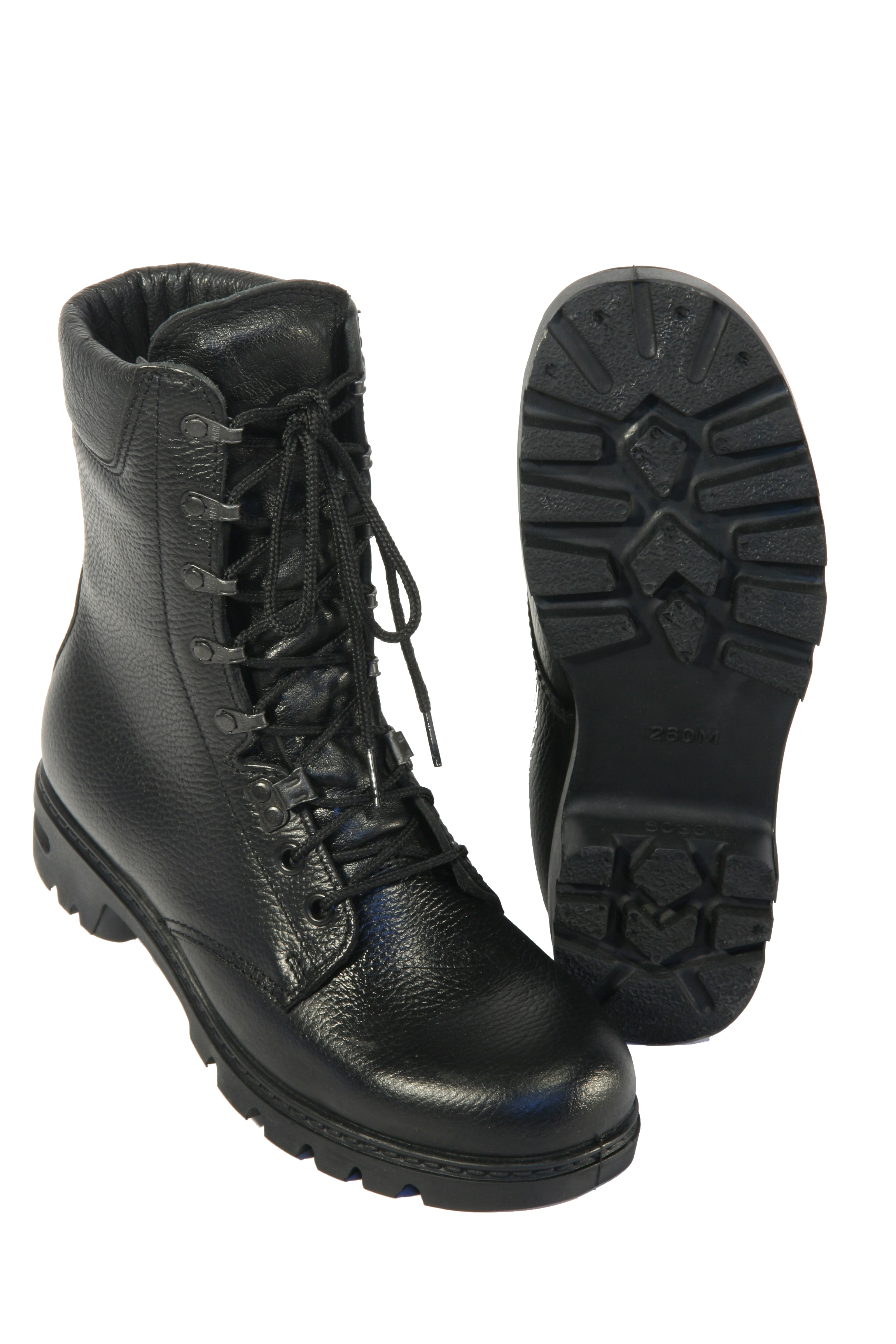
Koninklijke Landmacht (KL) M400/M90 Gevechtslaarzen

Legerkistjes is in Nederland een gebruikelijke term voor militaire gevechtslaarzen. Ze worden meestal kortweg 'kistjes' genoemd. Deze typering is ook in gebruik voor stevige en hoge schoenen die door niet-militairen gedragen wordt.
Bij legerkisten wordt gebruikgemaakt van een afwijkende maatvoering, deze wordt ook wel de centimeter- of millimetermaat (mondopoint) genoemd. De informele benaming kisten is historisch. Vroeger waren militaire laarzen voor de linker- en rechtervoet gelijk. De voorzijde had een hoekig uiterlijk. Hierdoor leken de laarzen op kistjes.
In Vlaanderen is de benaming 'legerkist' onbekend. Voor dit soort schoenen wordt daar de term 'bottine' of 'combats' gebruikt.

## Burgergebruik
Meer modieuze kisten worden buiten het leger gedragen in de gothic-, punk-, heavy metal-, hardcore-, industrial- en in de sm-subculturen. Ze worden bovendien als werkschoen gedragen vanwege de duurzaamheid en comfort.
| Maat op legerkist | Standaard schoenmaat |
| ----------------- | -------------------- |
| 220               | 35                   |
| 225               | 36                   |
| 230               | 37                   |
| 235               | 37,5                 |
| 240               | 38                   |
| 245               | 38,5                 |
| 250               | 39                   |
| 255               | 40                   |
| 260               | 41                   |
| 265               | 42                   |
| 270               | 43                   |
| 275               | 43,5                 |
| 280               | 44                   |
| 285               | 44,5                 |
| 290               | 45                   |
| 295               | 46                   |
| 300               | 47                   |
| 305               | 47,5                 |
| 310               | 48                   |
| 315               | 49                   |

Naast bovenstaande maten zijn er ook extra smalle en extra brede maten bekend, deze worden aangeduid met een S resp. B achter het getal. (bijvoorbeeld 260B voor een extra brede maat 41). De aanduiding M is voor een standaard breedte.